# Xia Xiang
Xiang was volgens de traditionele Chinese historiografie de vijfde heerser van de Xia-dynastie. Hij was de zoon van Zhong Kang, de vierde heerser van de dynastie. Volgens de Bamboe-annalen vestigde hij zijn residentie eerst in Shang en keerde, na negen jaar, terug naar Zhenxun. Hij zou 27 jaar hebben geregeerd, waarna hij werd verdreven door Han Zhuo, een usurpator. Een jaar later werd Xiang gedood.

## Xiang verliest het koninkrijk
Houyi, de legendarische boogschutter en leider van de Youqiong stam had eerder koning Tai Kang verhinderd terug te keren naar zijn residentie. Vervolgens had hij de hoofdstad bezet en Zhong Kang op de troon gezet. Na diens dood volgde zijn zoon Xiang hem op. In het achtste jaar van de regering van Xiang werd Houyi vermoord door zijn generaal Han Zhuo. Die bestreed Xiang en wist hem in het 27e jaar van zijn regering na een slag aan de Wei-rivier te verdrijven. Vervolgens nam Han Zhuo de macht over. Xiang werd achtervolgd door Han Jiao (寒澆) en Han Yi (寒殪), twee zonen van Han Zhuo. Een jaar later werd Xiang of gedood of hij pleegde zelfmoord.
Koningin Min, de vrouw van Xiang, wist te ontkomen terwijl zij in verwachting was. Zij vluchtte naar het gebied van haar eigen clan, Youren, waar ze haar zoon, de latere koning Shao Kang, ter wereld bracht.